# The 28th Street Crew
The 28th Street Crew là một nhóm nhạc house tồn tại trong thời gian ngắn bao gồm David Cole và Robert Clivillés, người trước đây sử dụng biệt danh The Done Rightly Posse!.
Năm 1989, nhóm phát hành một đĩa đơn và album (sau này được đặt tên là I Need a Rhythm) dưới nhãn đĩa Vendetta/A&M Records. Đĩa đơn này sau đó được giới thiệu trong trò chơi điện tử Grand Theft Auto: San Andreas trên đài phát thanh hư cấu SF-UR vào năm 2004. Cũng trong năm 1989, Clivillés và Cole thành lập (thành công hơn nhiều) C+C Music Factory.
28th Street Crew đã phát hành một đĩa đơn tên là “O” vào năm 1994 dưới nhãn đĩa Ministry of Sound.